# Villaestrofe
Villaestrofe (llamada oficialmente San Román de Vilaestrofe) es una parroquia y un barrio español del municipio de Cervo, en la provincia de Lugo, Galicia.

## Etimología
El origen del nombre probablemente proceda del latín villa Astrulfi, indicando la pertenencia a un possessor llamado Astrulfus, nombre de origen germánico.

## Organización territorial
La parroquia está formada por doce entidades de población:
- Abelleira (A Alleira)
- Calvario (O Calvario)
- Calvela (A Calvela)
- Cerdeira (A Cerdeira)
- Eixo (O Eixo)
- Feás (Os Feás)
- Marrube
- Pena (A Pena)
- Santomé
- Senra (A Senra)
- Vilar
- Villaestrofe (Vilaestrofe)

## Demografía

### Parroquia
| Gráfica de evolución demográfica de Villaestrofe (parroquia) entre 2000 y 2019 |
|                                                                                |
| Datos según el nomenclátor publicado por el INE.                               |

### Barrio
| Gráfica de evolución demográfica de Villaestrofe (barrio) entre 2000 y 2019 |
|                                                                             |
| Datos según el nomenclátor publicado por el INE.                            |